# Liste der Kulturdenkmale in Schafflund
In der Liste der Kulturdenkmale in Schafflund sind alle Kulturdenkmale der schleswig-holsteinischen Gemeinde Schafflund (Kreis Schleswig-Flensburg) aufgelistet (Stand: 14. April 2025).

## Legende
In den Spalten befinden sich folgende Informationen:
- Objekt-ID: die Nummer des Kulturdenkmales
- Lage: die Adresse des Kulturdenkmales und die geographischen Koordinaten. Kartenansicht, um Koordinaten zu setzen. In der Kartenansicht sind Kulturdenkmale ohne Koordinaten mit einem roten Marker dargestellt und können in der Karte gesetzt werden. Kulturdenkmale ohne Bild sind mit einem blauen Marker gekennzeichnet, Kulturdenkmale mit Bild mit einem grünen Marker.
- Offizielle Bezeichnung: Bezeichnung des Kulturdenkmales
- Beschreibung: die Beschreibung des Kulturdenkmales
- Bild: ein Bild des Kulturdenkmales

## Bauliche Anlagen
| Objekt-ID     | Lage                                           | Offizielle Bezeichnung       | Beschreibung | Bild            |
| ------------- | ---------------------------------------------- | ---------------------------- | --- | --------------- |
| 2177 Wikidata | Mühlendamm 1 (54° 45′ 31″ N, 9° 11′ 21″ O)     | sogenanntes Knechtehaus      | Alteintragung (Aktualisierung vorgesehen) - Begründung: Alteintragung (Aktualisierung vorgesehen) - Schutzumfang: Alteintragung (Aktualisierung vorgesehen) - Denkmaltyp: Bauliche Anlage | Fotos hochladen |
| 2176 Wikidata | Mühlendamm 1 (54° 45′ 32″ N, 9° 11′ 20″ O)     | Scheune (Wirtschaftsgebäude) | Alteintragung (Aktualisierung vorgesehen) - Begründung: Alteintragung (Aktualisierung vorgesehen) - Schutzumfang: Alteintragung (Aktualisierung vorgesehen) - Denkmaltyp: Bauliche Anlage | BW              |
| 2179 Wikidata | Mühlendamm 1 – 2 (54° 45′ 30″ N, 9° 11′ 20″ O) | Hofplatz                     | Alteintragung (Aktualisierung vorgesehen) - Begründung: Alteintragung (Aktualisierung vorgesehen) - Schutzumfang: Alteintragung (Aktualisierung vorgesehen) - Denkmaltyp: Bauliche Anlage | Fotos hochladen |
| 1647 Wikidata | Mühlendamm 2 (54° 45′ 32″ N, 9° 11′ 18″ O)     | Wassermühle                  | Alteintragung (Aktualisierung vorgesehen) - Begründung: Alteintragung (Aktualisierung vorgesehen) - Schutzumfang: Alteintragung (Aktualisierung vorgesehen) - Denkmaltyp: Bauliche Anlage | BW              |
| 2173 Wikidata | Mühlendamm 2 (54° 45′ 32″ N, 9° 11′ 21″ O)     | Müllerwohnhaus               | Alteintragung (Aktualisierung vorgesehen) - Begründung: Alteintragung (Aktualisierung vorgesehen) - Schutzumfang: Alteintragung (Aktualisierung vorgesehen) - Denkmaltyp: Bauliche Anlage | Fotos hochladen |
| 2174 Wikidata | Mühlendamm 2 (54° 45′ 33″ N, 9° 11′ 18″ O)     | Brücke mit Stauwehr          | Alteintragung (Aktualisierung vorgesehen) - Begründung: Alteintragung (Aktualisierung vorgesehen) - Schutzumfang: Alteintragung (Aktualisierung vorgesehen) - Denkmaltyp: Bauliche Anlage | Fotos hochladen |
| 2175 Wikidata | Mühlendamm 2 (54° 45′ 35″ N, 9° 11′ 18″ O)     | Mühlendamm                   | Alteintragung (Aktualisierung vorgesehen) - Begründung: Alteintragung (Aktualisierung vorgesehen) - Schutzumfang: Alteintragung (Aktualisierung vorgesehen) - Denkmaltyp: Bauliche Anlage | BW              |
| 2178 Wikidata | Mühlendamm 2 (54° 45′ 31″ N, 9° 11′ 19″ O)     | Garage (Nebengebäude)        | Alteintragung (Aktualisierung vorgesehen) - Begründung: Alteintragung (Aktualisierung vorgesehen) - Schutzumfang: Alteintragung (Aktualisierung vorgesehen) - Denkmaltyp: Bauliche Anlage | BW              |

## Ehemalige Anlagen
| Objekt-ID      | Lage                                           | Offizielle Bezeichnung   | Beschreibung | Bild |
| -------------- | ---------------------------------------------- | ------------------------ | --- | ---- |
| 6538 Wikidata  | Hauptstraße 7 (54° 45′ 37″ N, 9° 11′ 19″ O)    | Querdielenhaus           | Querdielenhaus; Mi. 19. Jh.; eingeschossiger traufständiger Backsteinbau, weiß verputzt, mit reetgedecktem tiefgezogenem Halbwalmdach, rückwärtig mit Wellasbestdeckung, kombiniertes Wohnstallhaus mit Wirtschaftsteil im Westen, nach Osten Anbau einer Abnahmewohnung, Straßenfront mit flach übergiebelter Toreinfahrt und zwei Eingangstüren zu den Wohnbereichen, schlichter landschaftstypischer Bau in authentischer Erscheinung | BW   |
| 29610 Wikidata | Mühlendamm 1 – 2 (54° 45′ 32″ N, 9° 11′ 18″ O) | Schafflunder Wassermühle | | BW   |

## Quelle
- Liste der Kulturdenkmale in Schleswig-Holstein – Kreis Schleswig-Flensburg

- Karte mit allen Koordinaten:
- OSM |
- WikiMap